# Loaded
Loaded er et britisk, online livsstilsmagasin for mænd. Det blev lanceret som trykt magasin i 1994, men ophørte som udgivelse i marts 2015, hvorefter det blev relanceret som digitalt magasin den 11. november 2015. Online-versionen har et andet indhold end den trykte, herunder ingen letpåklædte kvinder. Magasinet har base i London, England og tilhører selskabet Loaded Digital Ltd.

## Klummeskribenter
- Morakot Kittisara
- Julie Burchill
- Jack Dee
- Ricky Hatton
- Peter Crouch
- Martin Deeson
- Irvine Welsh
- John Niven
- Donal MacIntyre
- Ben Camara
- Terry Nutkins